# Václav Hájek z Libočan
Václav Hájek z Libočan (... – Praga, 18 marzo 1553) è stato uno scrittore boemo.

## Biografia
Oltre all'attività letteraria svolse la carriera ecclesiastica, esercitando come parroco dapprima a Rožmitál pod Třemšínem e poi dal 1527 al 1553 a Karlštejn.
Durante la sua esistenza rimase coinvolto in numerosi processi, sia contro personalità religiose sia laiche.
La sua prima religione fu quella cristiana protestante, ma in un secondo tempo, nel 1521, si  convertì al cattolicesimo.

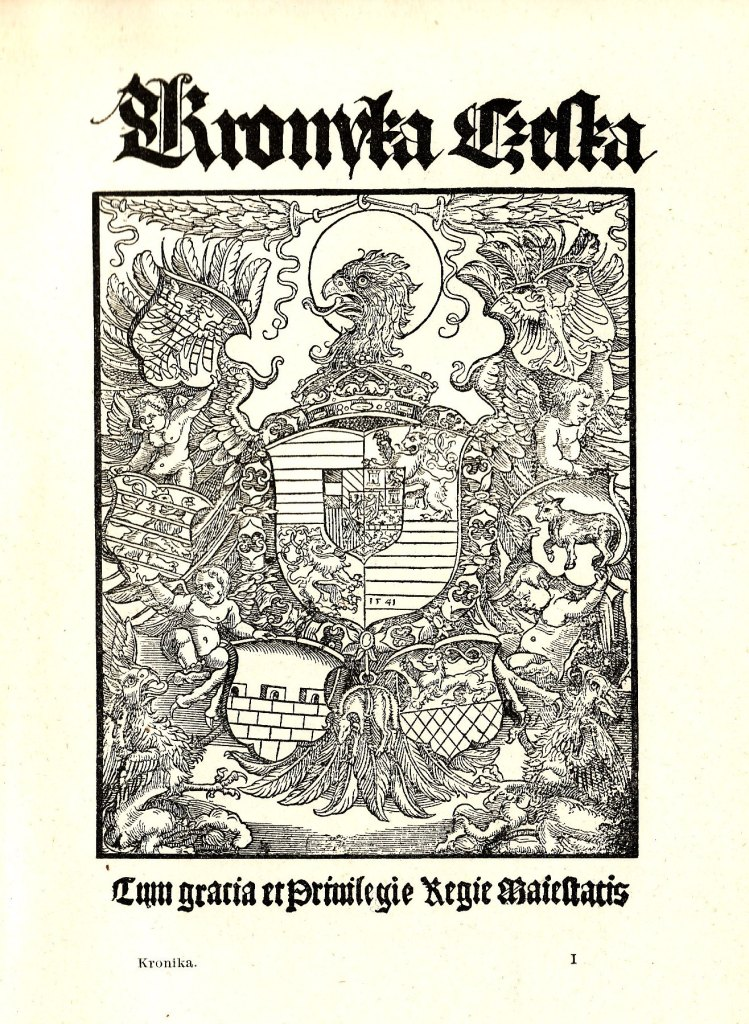
Kronika Česká, 1541

Il suo nome è rimasto celebre per la sua redazione di una  Kronika Česká, edita nel 1541, commissionata da alcuni nobili cattolici, allo scopo di contestare la Kronika o založeni zemč české ("Cronaca sulla fondazione della terra ceca"), scritta dall'Hussita Martin Kuthen e ritenuta troppo indulgente nei confronti della borghesia.
Però anche il saggio di Hajek non venne considerato imparziale da tutti, perché attinse da alcune fonti storiche fornite dalle stesse autorità che gli avevano affidato l'incarico, e inoltre dopo la pubblicazione della sua opera i documenti delle sue fonti originali diventarono irreperibili.
Nonostante  il successo riscosso dalla Kronika,Hájek ebbe svariati problemi economici e nel 1545 cadde in disgrazia e venne arrestato con l'accusa di disubbidienza religiosa ed eresia e morì otto anni dopo a Praga.
Dal punto di vista letterario, comunque, la Kronika di Hájek, si rivelò superiore a tutte le opere dello stesso genere pubblicate  fino a quel momento e contribuì all'evoluzione della letteratura ceca.
Il suo lavoro si distinse per una marcata "gioia del raccontare" e per una integrazione dei fatti storici con racconti raccolti dalla tradizione orale popolare e da riferimenti di autori dell'antichità classica.
La sua vasta cronaca della storia ceca coprì il periodo dall'arrivo degli antenati cechi nell'anno 644 fino all'incoronazione di Ferdinando I come re di Boemia nel 1526.
La Kronika di Hájek si dimostrò apprezzabile anche stilisticamente, al punto che ispirò non solamente scrittori dell'Ottocento, come Tyl, paladino del Risorgimento ceco, ma anche autori moderni, quali Jirásek.
Anche Goethe completò la sua conoscenza della storia della Boemia con la Kronika di Hájek.

## Opere principali
- Kronika česká, 1533-1539, pubblicato per la prima volta nel 1541;
- O nešťastné příhodě, kteráž se stala skrze oheň v Menším Městě pražském a na hradě svatého Václava i na Hradčanech, 1541
- Život Adamův aneb jinak od starodávna Solfernus, kniha velmi kratochvilná a utěšená, 1553;
- Bible zlatá Ant. de Rampigolis, (traduzione).